# Ruszina Szabolcs
Ruszina Szabolcs (Budapest, 1972 –) magyar színész, bábművész. 

## Életpályája
1986-1990 között a Szerb Antal Gimnázium tanulója volt. 1992-1995 között a Prológus Színiiskolában tanult. 1995-1999 között a Színház- és Filmművészeti Főiskola bábszínész szakos hallgatója volt, Békés András osztályában. 1999-2003 között a debreceni Csokonai Színház tagja volt. 2003-tól a Kolibri Színház művésze.

## Filmes és televíziós szerepei
- Meseautó (2000)
- Boldog születésnapot! (2003) – Osváth
- Állítsátok meg Terézanyut! (2004)
- Sorstalanság (2005)
- Konyec – Az utolsó csekk a pohárban (2007) – Fiatal Emil
- Tűzvonalban (2007-2008) – Janika
- Hajnali láz (2015) – Fényképész
- Munkaügyek (2015) – villanyszerelő
- Hetedik alabárdos (2017) – Polgármester
- A Viszkis (2017) – Bankigazgató
- 200 első randi (2019) – Jamie
- Jófiúk (2019) – Pultos
- Doktor Balaton (2020) – főpincér
- Ki vagy te (2022–2023) – Áron
- Blokád (2022) – Szabó Tamás
- Most vagy soha! (2024) – Zichy Ferenc
- Hunyadi (2025) – udvari orvos

## Díjai és kitüntetései
- Magyar Ezüst Érdemkereszt (2019)[5]